# آلبرت آندروت
آلبرت آندروت (انگلیسی: Albert Androt; ۱ ژانویهٔ ۱۷۸۱ – ۱۹ اوت ۱۸۰۴) آهنگساز اهل فرانسه بود.
وی همچنین برندهٔ جوایزی همچون جایزه بزرگ رم شده‌است.